# Regina Célia Colônia
Regina Célia Colônia-Willner (Rio de Janeiro, 1940) é uma escritora, poeta, jornalista e diplomata brasileira.Ganhou em 1976 o 18.º Prêmio Jabuti, na categoria Contos, com seu livro Canção para o Totem. 
Passou a infância em diversos países da América do Sul, acompanhando seus pais e convivendo com povos ameríndios das regiões do Chaco, dos Andes e da Amazônia. A sua poesia cria efeitos líricos a partir da semântica da língua quíchua.
Trabalhou para o Jornal do Brasil de 1969 a 1970, quando entrou para a carreira diplomática. Serviu no Senegal, em Portugal e nos Estados Unidos, sendo vice-consulesa em Atlanta.

## Obras
- 1974 - Sumaimana (poesia) - Ed. Porta de Livraria, reedição em 1984 pela ed. Francisco Alves
- 1975 - Canção para o Totem (contos) - Ed. Civilização Brasileira
- 1984 - Sob o Pé de Damasco, sob a Chuva (contos)
- 1985 - Os Leões de Luziânia (contos) - Ed. José Olympio